# Неофит (Коробов)
Епи́скоп Неофи́т (в миру Никола́й Алексе́евич Ко́робов; 15 января 1878, село Новосёлка-Зюзина, Ростовский уезд, Ярославская губерния — 11 ноября 1937, Горький) — епископ Русской православной церкви, епископ Ветлужский, викарий Нижегородской епархии.

## Биография
Родился 15 (27) января 1878 года в селе Новоселово Романово-Борисоглебского уезда Ярославской губернии в купеческой семье. По одним сведениям мальчик получил домашнее образование, по другим — обучался в народной земской школе. Хорошо пел, был грамотным, писал красивым аккуратным почерком.
В конце 1902 года пришёл в Валаамский монастырь и после почти 3 лет трудничества 23 февраля 1906 года был зачислен в послушники монастыря.
11 марта 1906 года игуменом Пафнутием (Андреевым) пострижен в монашество, а 3 апреля того же года в Крестовой Михаило-Архангельской церкви Выборга рукоположён в иеродиакона архиепископом Финляндским и Выборгским Сергием (Страгородским).
До 1908 года иеродиакон Неофит служил в Валаамском монастыре, а с февраля 1908 года исполнял должность эконома в Финляндском Архиерейском Доме в Выборге.
24 июля 1910 рукоположён в иеромонаха.
4 октября 1911 года освобожден от должности эконома с перечислением в братство Валаамского монастыря.
Был рекомендован руководителям Палестинского общества архиепископом Финляндским и Выборгским Сергием, когда требовался священник для сопровождения православных паломников в поездке на Святую Землю.
В 1914 году был назначен настоятелем Никольской церкви в Петрограде.
В 1918 году был переведен в Ярославскую губернию в Борисоглебский монастырь.
В июле (июне?) 1919 года архимандрит Неофит был назначен настоятелем Ростовского Борисоглебского двухклассного монастыря, однако, за невозможностью прибыть к месту назначения в январе 1920 года он был уволен от настоятельства.
В 1921 году зачислен в братство Угличского Покровского монастыря, настоятелем которого состоял викарий Ярославской епархии епископ Угличский Серафим (Самойлович).
В 1923 году переведен в Ростовский Авраамиев монастырь. В том же году его арестовали.
25 апреля 1927 года хиротонисан во епископа Городецкого, викария Нижегородской епархии. Вскоре прибыл в Городец.
За недолгое время управления Городецким викариатством епископ Неофит рукоположил несколько священников, в том числе Николая Державина (мученически погибшего в 1937). Поддерживал семьи репрессированных за веру (после ареста в декабре 1928 г. свящ. Николай передал еп. Неофиту список содержавшихся в нижегородской тюрьме священнослужителей и мирян).
С 19 июля 1929 года — епископ Ветлужский, викарий Нижегородской епархии.
По воспоминаниям он обладал большим смирением, был нищелюбив и после каждой службы, выходя из храма, раздавал милостыню. Будучи ревнителем церковного благочестия, он и паству свою призывал к исполнению церковных правил. В конце жизни обрёл дар прозорливости.
6 августа 1937 года Владыка со всеми священниками ветлужской округи был арестован. Его обвиняли в том, что он «проводил активную подрывную работу, направленную на свержение Советской власти и реставрацию капитализма в СССР», и что им была «создана церковно-фашистская, диверсионно-террористическая, шпионско-повстанческая организация… с общим числом свыше 60 участников».
11 ноября 1937 года Особой тройкой Управления НКВД по Горьковской области епископ Неофит был осужден без указания статьи и приговорен к расстрелу. Согласно приговору, он был расстрелян в этот же день.
Епископ Неофит был похоронен на кладбище Горьковской тюрьмы рядом со старообрядческой церковью.

## Почитание
В настоящий обсуждается возможность канонизации епископа Неофита. Епископ Августин (Анисимов) и диакон Георгий Максимов назвали его священномучеником.